# 普翁乡
普翁乡，是中华人民共和国贵州省毕节市织金县一个已撤销的乡级行政区，2013年5月20日，贵州省人民政府批复同意撤销普翁乡，将其所辖行政区域划归三甲街道。